# Kolbacken

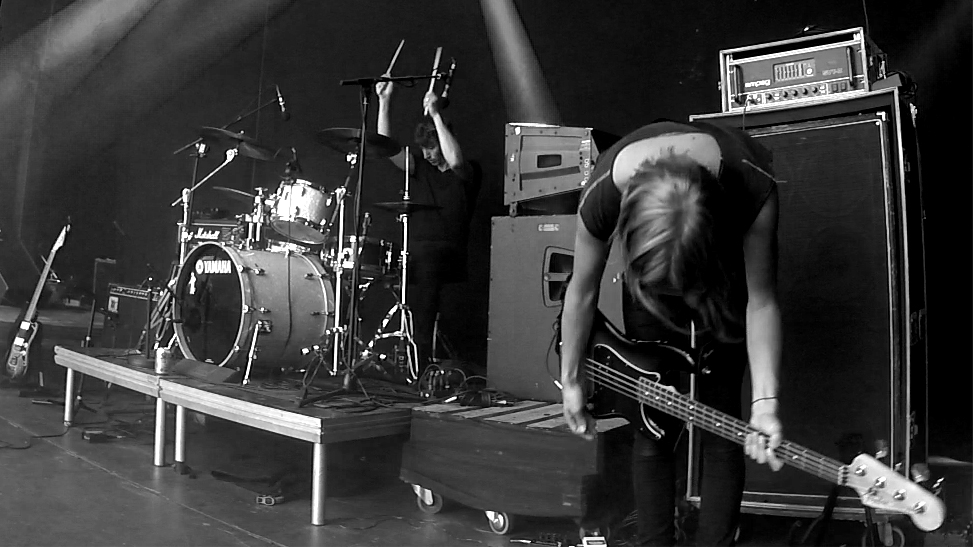
Kolbacken live, 2016. (Staffan Ljunggren, Fredrik Hast

Kolbacken är en svensk musikgrupp med medlemmar från Sundsvall och Uppsala. Bandet bildades 2010 och albumdebuterade 2012 med det självbetitlade albumet Kolbacken.
Kolbacken spelar en form av postpunk med influenser från tidigt 1980-tal och framförallt den punk och synthvåg som i slutet av 1970-talet var stor i bl.a. Sundsvall. Bandnamnet är en referens till platsen Kolbacken, ett område strax norr om Sundsvalls hamn, närmare bestämt Heffners.
Medlemmarna i Kolbacken valde i början att inte avslöja sina identiteter, något som ändrades vid första livespelningen. Anledningarna är fortfarande oklara, dock hävdade de ibland i intervjuer att de ville låta musiken presentera bandet - inte bandmedlemmarna själva.

## Diskografi

### Album
- 2012 - Kolbacken
- 2017  - Rosa Himmel över Norrland

### Singlar
- 2012 - Slutna Ögon
- 2012 - Sent
- 2013 - Vi Jagar Drömmar Ikväll
- 2013 - Stenstan Brinner
- 2013 - Vi Kommer Aldrig Mer Att Komma Tillbaks
- 2016 - Sent
- 2016 - Samtal! Vänta! Nu!